# Real Bout Fatal Fury 2
Real Bout Fatal Fury 2: The Newcomers é um jogo eletrônico produzido pela SNK lançado em 29 de abril de 1998 tanto no Japão quanto na America do Norte para a plataforma Neo-Geo. O game também está disponível para Nintendo Wii. É o terceiro episódio não-canônico da série e o sétimo lançado.